# Fricassé

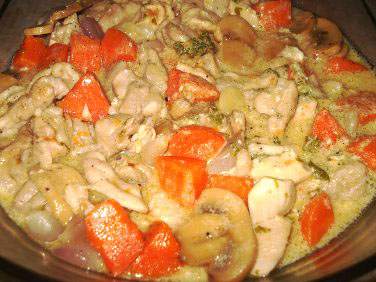
Fricassê de frango

Fricassé, na culinária de Portugal, é um molho de ovos e limão, equivalente ao grego avgolemono. Já no Brasil, fricassé ou fricassê são termos usados para um guisado com molho branco,  como na França de onde a expressão é aparentemente originária.  Noutros países, a receita não leva ovos, embora no dicionário da Real Academia Española esteja explícito que esta iguaria, de origem francesa, levava um molho com ovos. 
Em Portugal, a palavra utiliza-se tanto como a principal no nome do prato (“Fricassé de Pescada”, “Fricassé de Legumes”) como no final (“Frango de Fricassé”, “Almôndegas de Fricassé”, “Língua de vaca de Fricassé”), mas sempre com o molho engrossado com ovos e limão,  como o avgolemono dos gregos. Por vezes, acrescenta-se maizena para reforçar o creme. 